# Iuri Oleixa
Iuri Oleixa   (Kropivnitski, 19 de febrer de 1899 (Julià) - Moscou, 10 de maig de 1960), nom complet amb patronímic Iuri Kàrlovitx Oleixa, rus: Ю́рий Ка́рлович Оле́ша, fou un escriptor, poeta i dramaturg soviètic i rus, periodista i guionista. Les seves obres són delicats actes d'equilibri que envien superficialment missatges procomunistes però revelen molta més subtilesa i riquesa en una lectura més profunda. De vegades, s'agrupa amb els seus amics Ilf i Petrov, Issaak Bàbel i Siguizmund Krjijanovski en l'Escola d'Escriptors d'Odessa.

## Biografia
Iuri Oleixa va néixer al si d'una família de nobles belarussos empobrits. El clan Oleixa (originalment ortodox) provenia del boiar Oleixa Petróvitx, que va rebre, el 1508, del príncep Fiódor Ivànovitx Iaroslàvitx-Pinski, el poble de Berajnoie {belarús Беражно́е} a la regió de Stolin. Posteriorment, el clan es polonitzà i adoptà el catolicisme. La seva llengua materna era el polonès.
Als tres anys, ell i els seus pares es van mudar a Odessa.
| « | A Odessa, vaig aprendre a considerar-me a prop d'Occident. De petit, vaig viure a Europa. | » |

Com a estudiant, Iuri va demostrar ser un alumne avantatjat en matèries de ciències, però va afavorir la literatura per sobre de les altres matèries i va començar a escriure durant l'any abans de la seva graduació cum laude al Liceu Richelieu d'Odessa. El 1917, després d'acabar els seus estudis al liceu, Oleixa va ingressar a la Universitat d'Odessa i va estudiar dret durant dos anys. A Odessa, ell, junt amb els joves escriptors Valentín Katàiev, Eduard Bagritski i Ilià Ilf, van formar el grup "Col·lectiu de poetes", rus: Коллектив поэтов.
Durant la Guerra Civil, Oleixa va romandre a Odessa. El 1921 es va traslladar, per invitació de Vladímir Nàrbut, a treballar a Khàrkiv. Va treballar com a periodista i va publicar poesia a diaris. El 1922, els pares d'Oleixa van emigrar a Polònia, i ell va viure un tempestuós romanç amb Serafima Suok.
El 1922, Oleixa es va traslladar a Moscou, i va escriure fulletons i articles, signant-los amb el pseudònim de Zubilo ("Cisell"), rus: Зубило. Aquests treballs van ser publicats al diari ferroviari sectorial Gudok, rus: Гудок (on també van publicar Mikhaïl Bulgàkov, Valentín Katàiev, Ilià Ilf i Ievgueni Petrov).
El debut literari d'Oleixa també es convertiria en una de les seves obres més populars: la novel·la Enveja, rus: Зависть Zàvist que va publicar el 1927, segueix cinc personatges principals. Àmpliament considerada com la seva obra més gran, la novel·la contrasta temàticament amb l'antic i nou ordre, així com l'individualisme i el col·lectivisme, a la Rússia soviètica. Molts crítics literaris consideren Enveja no només el punt àlgid de l'obra d'Oleixa, sinó també un dels pinacles de la literatura russa del segle xx.
Durant aquest període, Oleixa va publicar un altre èxit popular: el conte de fades Els tres grassonets, rus: Три Толстяка Tri Tolstiakà que va escriure el 1924 però que no va publicar fins a l'any després del seu primer èxit literari. Oleixa també va escriure diversos relats breus en els anys vint i trenta, els més destacats són L'amor, rus: Любовь (1928), El pinyol de la cirera, rus: Вишневая косточка (1929) i Nataixa, rus: Наташа (1936). A més de la ficció en prosa, Oleixa també va escriure per als escenaris, no només adaptant la seva novel·la Enveja per al teatre el 1929 amb el títol Conspiració de sentiments, rus: Заговор чувств Zàgovor txuvstv, sinó també escrivint una obra teatral original anomenada La llista de recompenses, rus:  Список благодеяний Spíssok blagodeiani el 1931 i dramatitzant la novel·la de Dostoievski L'idiota posteriorment. A la dècada de 1930 i 1940, Oleixa va tenir cada cop més difícil publicar la seva obra arran d'una rigorosa censura estalinista. La pel·lícula de 1936 Un jove sever, rus: Строгий юноша, amb guió d'Oleixa, fou considerada com a "fortament desviada de l'estil del realisme socialista i no es va poder veure als anys 70.
Tot i continuar escrivint i editant, la carrera d'Oleixa va quedar atordida pel seu entorn polític i l'addicció a l'alcohol va minar la salut de l'escriptor. Oleixa va morir a Moscou el 10 de maig de 1960 a causa d'un atac de cor. Va ser enterrat a Moscou, al cementiri de Novodévitxi.

## Diari
El fet que el do de l'artista no es va perdre per a ell es posa de manifest per les nombroses entrades del diari d'Oleixa, que posseeixen les qualitats d'una prosa veritablement artística. Durant la vida de l'escriptor, el 1956, sota el títol "Ni un dia sense una línia", rus: Ни дня без строчки Ni dnia bez strotxki, es van publicar els primers fragments del seu diari. Més tard, el 1961, va aparèixer una edició més extensa. Víktor Xklovski va participar en la selecció i recopilació del llibre. Una edició independent es va publicar el 1965. Al llibre d'Oleixa, les trames autobiogràfiques, els pensaments de l'autor sobre l'art i el que passa al voltant es barregen de manera capritxosa. El 1999 es va publicar una edició substancialment augmentada dels diaris d'Oleixa amb el títol "Llibre de comiat", rus: Книга прощания Kniga prosxània (editor V. Gudkova).